# Estádio 19 de Maio de Ancara
O Estádio 19 de Maio de Ancara (em turco: Ankara 19 Mayıs Stadı) foi um estádio de futebol localizado em Ancara, capital da Turquia. Inaugurado em 15 de dezembro de 1936, fazia parte do Complexo Esportivo 19 de Maio. O estádio tinha capacidade para receber até 19 209 espectadores.

## Histórico
O nome do estádio foi dado por conta da data comemorativa de 19 de maio de 1919, que foi quando Mustafa Kemal Atatürk chegou em Samsun para dar início à Guerra de Independência Turca.
Foi durante muitos anos a casa onde os 2 principais clubes de Ancara (Ankaragücü e Gençlerbirliği) mandaram seus jogos oficiais por competições nacionais e continentais. Além disso, foi também por muitos anos o estádio-sede da atual Supercopa da Turquia.
Em 4 de agosto de 2018, foi totalmente demolido, sendo substituído pelo moderno Estádio de Eryaman, com capacidade para receber até 20 560 espectadores.

## Infraestrutura
O estádio se situa em uma localização conveniente: está a alguns minutos do centro histórico da cidade e da estação ferroviária a pé, e é facilmente acessível por várias estradas, e também por duas linhas de metrô e diversas linhas de ônibus.
O estádio tem um formato de um cubo distorcido, se encaixando bem no seu entorno urbano, tanto de forma estética quanto funcional. Será completada por uma faixada com uma estrutura que consiste em padrões geométricos inspirados na arte e arquitetura turca tradicional de mosaicos.